# Xintang (sockenhuvudort i Kina, Zhejiang Sheng, lat 30,15, long 120,30)
Xintang är en sockenhuvudort i Kina. Den ligger i provinsen Zhejiang, i den östra delen av landet, omkring 17 kilometer sydost om provinshuvudstaden Hangzhou. Antalet invånare är 88 452. Befolkningen består av 44 135 kvinnor och 44 317 män. Barn under 15 år utgör 13,0 %, vuxna 15-64 år 79 %, och äldre över 65 år 7,0 %.
Runt Xintang är det tätbefolkat, med 613 invånare per kvadratkilometer. Närmaste större samhälle är Puyan, 15,2 km väster om Xintang. Runt Xintang är det i huvudsak tätbebyggt.
Genomsnittlig årsnederbörd är 1 869 millimeter. Den regnigaste månaden är juni, med i genomsnitt 328 mm nederbörd, och den torraste är november, med 74 mm nederbörd.